# BB&T Atlanta Open 2018
BB&T Atlanta Open 2018 — тенісний турнір, що проходив на кортах з твердим покриттям у місті Атланта, США з 23 липня. Належав до категорії ATP World Tour 250. Був турніром серії Atlanta Open 2018 року.

## Фінальна частина

### Одиночний розряд
Джон Ізнер —  Раян Гаррісон 5–7, 6–3, 6–4

### Парний розряд
Ніколас Монро /  Джон-Патрік Сміт —  Раян Гаррісон /  Ражів Рам 3–6, 7–6(7–5), [10–8]